# Scooby-Doo
|  | Per a altres significats, vegeu «Scoubidou». |

Scooby-Doo és una popular sèrie de televisió animada estatunidenca produïda per Hanna-Barbera Productions (ara Cartoon Network Studios) en múltiples versions des de la seva estrena per CBS el 1969, fins a l'actualitat.
El format del programa ha canviat significativament al llarg dels anys. Les versions més conegudes inclouen un gos de raça gran danès que parla, anomenat Scooby-Doo, i quatre adolescents anomenats Fred Jones, Daphne Blake, Vilma Dinkley i Shaggy Rogers, els quals viatgen al llarg del món en una furgoneta anomenada "La màquina del misteri" (Mistery Machine, originalment), amb la qual es transporten d'un lloc a un altre resolent misteris relacionats amb fantasmes i unes altres forces sobrenaturals. Al final de cada episodi, les forces sobrenaturals tenen una explicació racional -generalment un criminal que espanta la gent per poder cometre els seus crims-. Posteriors temporades del programa van presentar variacions en el tema sobrenatural, i van incloure nous personatges, com el cosí de Scooby, Scooby-Dum i el seu nebot, Scrappy-Doo.
Scooby-Doo va ser transmès per primera vegada en el període comprès entre 1969 i 1976, i al final d'aquest va ser traslladat a la cadena televisiva ABC, la qual va acabar cancel·lant el programa el 1986, i presentà en el seu lloc una sèrie derivada titulada A Pup Named Scooby-Doo, entre 1988 i 1991. Una nova temporada titulada Què hi ha, Scooby-Doo?, va ser transmesa per WB Television Network entre 2002 i 2005, i fou seguida per la més recent, Shaggy & Scooby-Doo Get a Clue!, que ha estat llançada per CW network des del 2006. Actualment, repeticions de diversos capítols i pel·lícules del personatge són transmeses per Cartoon Network als Estats Units i altres països. La sèrie, també l'han transmesa Televisió de Catalunya dins del seu programa Club Super3 i Televisió Valenciana dins del programa Babalà Club.
Entre els anys 2004 i 2005, Scooby-Doo es va mantenir en el rècord mundial Guinness com la sèrie animada amb major nombre d'episodis, i fou eventualment superat per altres sèries estatunidenques (25 d'oct. 2004).

## Història de la producció

### Creació i desenvolupament
El 1968, un gran nombre d'organismes especialitzats a advocar per la protecció de les persones contra l'abús corporatiu de determinades empreses -especialment Action for Children's Television-, van començar a protestar en contra de la violència mostrada en els dibuixos animats durant els anys 1960. Molts d'aquests programes sota denúncia eren caricatures d'acció d'Hanna-Barbera, com Els Herculoides, per la qual cosa molts en van ser cancel·lats el 1969 a causa de la pressió dels grups protestataris. Membres d'aquests grups van treballar com a onsellers d'Hanna-Barbera i altres estudis d'animació per assegurar-se que els nous programes abordessin temàtiques aptes per a les audiències infantils.
El 1968, Fred Silverman, executiu a càrrec de la programació infantil de la CBS, estava buscant un programa que revitalitzés el seu bloc dels dissabtes al matí i agradés als grups protestataris al mateix temps. El resultat va ser The Archie Show, basat en el còmic del mateix nom creat per Bob Montana. Un altre èxit van ser les actuacions musicals de The Archies presentats durant cada programa -fins i tot un d'aquests, "Sugar, Sugar", es va convertir en la cançó més reeixida del Billboard el 1969-. Silverman estava ansiós per expandir aquest èxit, de manera que va contractar els productors William Hanna i Joseph Barbera per crear un altre programa basat en un grup d'adolescents roquers, però amb un element extra: els personatges resoldrien misteris. Silverman va imaginar el programa com una barreja entre I Love a Mystery -una popular sèrie de ràdio dels anys 1940-, i el programa còmic de televisió dels anys 60, The Many Loves of Dobie Gillis.
Hanna i Barbera van començar a treballar en la creació del nou programa amb l'ajuda dels escriptors Joe Ruby i Ken Spears, així com del dissenyador de personatges Iwao Takamoto. El concepte original del programa duia com a títol Mysteries Five (Cinc misteris, traduït), i estava protagonitzat per cinc adolescents anomenats Geoff, Mike, Kelly, Linda i "W.W." -que era el germà de la Linda-, a més del seu gos anomenat Too Much, que formaven una banda anomenada "The Mysteries Five". Quan la banda de Cinc misteris no estava tocant música, resolien problemes relacionats amb fantasmes, zombies i altres criatures sobrenaturals. Ruby i Spears no podien decidir la raça de Too Much, i tenia com a possibles alternatives la d'un gran danès i la d'un gran gos oveller. Després de consultar amb Barbera el dilema, el gos va ser finalment dissenyat com un gran danès, principalment per poder evitar la relació amb The Archies -que tenien un gos oveller en la seva banda-. Per una altra part, Takamoto va consultar una empleada de l'estudi, que va resultar ser a més una criadora d'un gos gran danès. Després d'aprendre les característiques del gos, Takamoto va dissenyar Too Much trencant algunes regles i incorporant-li cames arquejades, papada i altres anormalitats físiques. Extracte: "El gran danès era suposadament el gos més gran... i hi havia una dona que criava aquesta raça. Així que va venir cap al meu estudi i em va descriure durant una hora les coses que fan que un gran danès sigui un guanyador. I vaig seleccionar-ne prop de cinc característiques, crec, i vaig anar cap a la direcció oposada. D'aquesta manera, una esquena bona, dreta i forta es va convertir en el contrari, així com moltes altres coses...".
Quan el programa estava llest per a ser presentat davant Silverman, van canviar alguns detalls argumentals del xou. Per exemple, Geoff i Mike van ser fusionats en un sol personatge anomenat "Ronnie" -el qual després seria rebatejat "Fred"-, Kelly va ser rebatejada com a "Daphne", Linda era ara anomenada "Vilma" i finalment, "W.W." va ser reanomenat com a Shaggy i ja no era familiar de Vilma. A més, Silverman, sense estar segur del nom Mysteries Five per al programa, el va canviar per Who's S-S-Scared? (Qui està E-E-Espantat?, traduït). Usant storyboards i una petita seqüència d'animació, Silverman va presentar Who's S-S-Scared? als executius de la CBS per a un espai en el bloc matutí de la temporada 1969-1970. Els executius van pensar que el programa era massa esgarrifós per al públic infantil i no podria ser transmès al matí.
Sense una resposta clara, Silverman va tornar amb Ruby i Spears, que van treballar per modificar el programa i fer-lo més còmic i menys aterridor. Desferen, llavors, la idea del grup de rock i van prestar més atenció als personatges de Shaggy i Too Much. Segons Ruby i Spears, Silverman es va inspirar, posteriorment, en la part final de la interpretació de la cançó Strangers in the Night de Frank Sinatra, escrita per Bert Kaempfert, i va decidir reanomenar el gos "Scooby-Doo" i canviar el títol del programa per Scooby-Doo, on ets?. El programa finalment va ser presentat de nou als executius de la CBS, que van aprovar-ne la producció.

### Sèries de televisió

#### A la CBS
Scooby-Doo, on ets? va fer el seu debut a la CBS el dissabte 13 de setembre de 1969 amb el seu primer episodi, "What a Night for a Knight" (Quina nit per a un cavaller!, traduït), en el qual Sccoby-Doo i Misteris SA estan buscant un arqueòleg perdut, amenaçats per un cavaller blindat que es troba en un castell d'aspecte tenebrós.
El repartiment original de veus era:
- Don Messick com a Scooby-Doo,
- Casey Kasem com a Shaggy,
- Frank Welker com a Fred,
- Nicole Jaffe com a Vilma i,
- Stefanianna Christopherson com a Daphne.[7]

Aquest any van ser produïts un total de 17 episodis del xou, que tenia clares influències dels programes I Love a Mystery i The Many Loves of Dobie Gillis en els seus primers episodis; Mark Evanier -que escriuria els guions i dites còmiques de Scooby-Doo en els anys 1970 i 80-, va identificar cadascun dels adolescents amb un dels pertanyents al programa The Many Loves of Dobie Gillis: "Fred estava basat en Dobie, Vilma en Zelda, Daphne en Thalia i Shaggy en Maynard". Les semblances entre Shaggy i Maynard van ser les més notòries; ambdós personatges tenien el mateix estil de barba beatnik, pentinats i comportament. D'altra banda, els rols dels personatges estaven fortament definits en la sèrie: Fred era el líder, Vilma era l'analista intel·ligent, Daphne era espantadissa i vanidosa, i Shaggy i Scooby-Doo eren covards i motivats per la gana per resoldre els misteris -característiques que perdurarien al llarg de les següents temporades-.
La trama de cada episodi de Scooby-Doo va tenir com a fórmula una rutina que en serviria per a molts altres en la sèrie. Al començament de l'episodi, el grup va disposat a atrapar algun tipus de fantasma i/o monstre que ha estat terroritzant els habitants de la zona. Els adolescents ofereixen la seva ajuda per trobar la resposta que hi ha darrere de tot, però mentre busquen pistes, el monstre els ataca i han d'escapar. Quan tenen prou pistes determinen que el monstre és un simple mortal que espanta per alguna raó en particular. Al final de cada episodi aconsegueixen atrapar el "monstre" i el despullen de la seva màscara/disfressa per descobrir finalment qui és el bandit.
Scooby-Doo, on ets? va ser el major èxit de sintonia per a la CBS, que va decidir fer-ne una segona temporada el 1970. Els vuit episodis de Scooby-Doo, on ets? el 1970 es van diferenciar de la primera temporada, ja que incloïen un tipus d'humor més slapstick, cançons en els moments de persecució; Heather North va fer la veu de Daphne en lloc de Christopherson i regravaren el tema del programa. Ambdues temporades contenien riures gravats, que eren populars en els dibuixos animats dels anys 60 i 70.
El 1972, després de 25 episodis de mitja hora, el programa va ser emès en una hora i anomenat The New Scooby-Doo Movies; cada episodi incloïa una estrella convidada que ajudaria el grup a resoldre els misteris. Els personatges convidats incloïen els Harlem Globetrotters, Els tres xiflats, Don Knotts, així com Batman i Robin, que van aparèixer almenys dues vegades en el programa. Després de dues temporades i 24 episodis de The New Scooby-Doo Movies entre 1972 i 1974, el programa va ser transmès novament en el seu format original fins que Scooby es va canviar a ABC el 1976.

#### Els clons deScooby
Després d'adoptar una fórmula reeixida, Hanna-Barbera la va repetir nombroses vegades. Quan Scooby-Doo va tenir el seu primer canvi de format el 1972, Hanna-Barbera havia produït tres programes més amb adolescents, bastant similars a Scooby: Josie i les Gatimelòdiques (1970) -que va reprendre la idea de la banda de rock-; The Pebbles and Bamm-Bamm Show (1971) -que presentava els bebès d'Els Picapedra com a estudiants de secundària-; i el clon més evident, The Funky Phantom (1971) -que incloïa tres adolescents, un fantasma i un gat fantasma que resolien misteris-.
Programes posteriors com The Amazing Chan and the Chan Clan (1972); Goober and the Ghost Chasers, Speed Buggy, Butch Cassidy and the Sundance Kids, i Inch High, Private Eye (tots de 1973); Clue Club i Mandibulin (ambdós de 1976); Capità Cavernícola i els àngels adolescents (1977); Buford and the Galloping Ghost (1978) i els segments de Pebbles, Dino i Bamm-Bamm en The Flintstone Funnies (1980) presentarien un grup d'adolescents resolent misteris o combatent el crim al mateix estil de Scooby-Doo, generalment amb l'ajuda d'algun animal, fantasma o una altra particularitat. Per exemple, Speed Buggy tenia tres adolescents i un buggy parlant amb el rol de "Scooby", mentre que Mandibulin tenia quatre adolescents i un tauró parlant. Alguns d'aquests programes usaven fins i tot els mateixos actors de veu. Fora de l'estudi també van utilitzar la fórmula: quan Joe Ruby i Ken Spears van deixar H-B el 1977 i van crear Ruby-Spears Productions, el seu primer dibuix animat va ser Fangface, un altre considerat clon de Scooby.
Durant els anys 1970, els programes imitadors coexistiren reeixidament al costat de Scooby els dissabtes al matí. Molts dels programes de misteri d'Hanna-Barbera fets abans de 1975 eren transmesos per la CBS, i quan Fred Silverman es va mudar de CBS a ABC el 1975, els programes de misteri, incloent Scooby-Doo, el van seguir.

#### ABC
En l'ABC, el programa va sofrir canvis importants en el seu format. Per a la temporada 1976-1977, episodis nous de Scooby-Doo van ser units al costat d'un nou programa d'H-B, Dynomutt, Dog Wonder, per crear The Scooby-Doo/Dynomutt Hour (es va convertir en The Scooby-Doo/Dynomutt Show quan Scooby-Doo, on ets? va ser retransmès al novembre de 1976). Aquest programa d'una hora va ser l'origen d'altres blocs com Scooby's All-Star Laff-a-Lympics (1977-1978) i Scooby's All-Stars (1978-1979).
Van ser produïts nous episodis de Scooby en el format original de Scooby-Doo, on ets? per a cadascuna d'aquestes tres temporades. Quatre d'aquests episodis presentaven la primera versió de Scooby, Scooby-Dum. Els episodis de Scooby-Doo produïts durant aquestes tres temporades van ser agrupats com El xou de Scooby-Doo, nom sota el qual van seguir a l'aire.
El 1979, el petit nebot de Scooby, Scrappy-Doo, va ser inclòs en les dues sèries amb l'objectiu d'augmentar la sintonia del programa. Els episodis de 1979-1980, transmesos sota el nom d'El xou de Scooby-Doo i Scrappy-Doo, va generar nou interès en el programa, i com a resultat, el programa va ser reestructurat el 1980 per centrar-se en Scrappy-Doo. Fred, Daphne i Vilma van ser trets de la sèrie, i el nou format d'El xou de Scooby-Doo i Scrappy-Doo estava compost per tres aventures còmiques de set minuts cadascuna protagonitzades per Scooby, Scrappy i Shaggy en comptes dels capítols de misteri de mitja hora. Aquesta versió d'El xou de Scooby-Doo i Scrappy-Doo va ser transmès com a part de The Richie Rich/Scooby-Doo Show entre 1980 i 1982, i com a part de The Scooby-Doo/Scrappy-Doo/Puppy Hour entre 1982 i 1983. La majoria dels vilans sobrenaturals del programa d'Scooby i Scrappy, que en les antigues sèries de Scooby eren humans amb disfressa, eren ara "reals" dins del context de la sèrie.
Daphne va tornar a El nou xou de Scooby i Scrappy-Doo, que constava de dos episodis d'11 minuts en un format semblant a Scooby-Doo, on ets?. Aquesta versió del programa va tenir dues temporades, a la segona temporada va ser transmès amb el nom Els nous misteris de Scooby-Doo i incloïa algunes aparicions de Fred i Vilma.
El 1985 va ser el debut d'Els 13 fantasmes de Scooby-Doo, protagonitzat per Daphne, Shaggy, Scooby, Scrappy, i els nous personatges Flim-Flam i Vincent Van Ghoul -basat i doblat per Vincent Price-, que viatjaven pel món per capturar "tretze dels més terrorífics fantasmes i monstres de la faç de la terra". Els 13 fantasmes de Scooby-Doo va ser cancel·lat al març de 1986, i cap sèrie nova de Scooby va ser transmesa durant els següents dos anys.
Hanna-Barbera va agafar els personatges originals de Scooby-Doo, on ets? i va fer versions infantils per a A Pup Named Scooby-Doo, que va debutar a l'ABC el 1988. A Pup Named Scooby-Doo va ser una versió més còmica de la sèrie original, inspirada en els treballs clàssics de Tex Avery i Bob Clampett, i adoptant un estil semblant als Looney Tunes. El programa va ser un èxit i va durar fins a 1991.

#### Repeticions iQuè hi ha de nou, Scooby-Doo?
El programa ha estat repetit en la televisió durant els anys 1980, i ha estat mostrat en canals de televisió per cable com TBS Superstation (fins a 1989) i USA Network (com a part d'USA Cartoon Express entre 1990 i 1994). El 1993, A Pup Named Scooby-Doo, després d'acabar de ser emès per l'ABC, va començar a ser emès en Cartoon Network; les altres versions de Scooby-Doo van ser exclusives dels canals Turner com Cartoon Network, TBS Superstation i TNT. Durant aquest temps els canadencs només podien veure les sèries per TBS, i com que era televisió pagada, no tothom podia veure Scooby-Doo. Això seria fins a 1997, quan Teletoon va ser creat. Teletoon va transmetre les primeres sèries, que van ser seguides pels següents anys. Quan TBS i TNT van deixar l'emissió de dibuixos animats d'Hanna-Barbera el 1998, Scooby-Doo es va convertir en exclusivitat de Cartoon Network i el seu canal germà Boomerang.
El 2002, seguint l'èxit de les repeticions de Cartoon Network i les pel·lícules animades dels anys 1990, el grup va ser adaptat al segle XXI en Què hi ha de nou, Scooby-Doo?, que va ser emès per Kids WB i Cartoon Network des de 2002. A diferència de les altres sèries, el programa va ser produït per Warner Bros. Animation. Què hi ha de nou va cessar indefinidament a l'abril de 2005. El programa va tornar al format familiar de les sèries antigues, barrejat amb tecnologia moderna i algunes referències contemporànies per donar-li un sentiment més actual. Després de la mort de Don Messick el 1997, Frank Welker va ser l'encarregat de la veu de Scooby, igual que la veu d'en Fred, i Casey Kasem va tornar com la veu d'en Shaggy. Grey DeLisle fa la veu de la Daphne -el seu primer rol va ser a Scooby-Doo i la Persecució Cibernètica-, tan bon punt l'actriu anterior, Mary Kay Bergman morís temps després de Scooby-Doo i els àliens invasors, i Mindy Cohn seria l'encarregada de la Vilma.

### Pel·lícules per a televisió i vídeo
Entre 1986 i 1988, Hanna-Barbera Productions va produir Hanna-Barbera Superstars 10, una sèrie de pel·lícules animades per a televisió protagonitzades pels seus personatges més populars, com l'Ós Yogi, Huckleberry Hound, Els Picapedra i Els Supersònics. Scooby-Doo, Scrappy-Doo i Shaggy van protagonitzar tres d'aquestes pel·lícules: Scooby-Doo i els Germans Boo (1987), Scooby-Doo i la Carrera dels Monstres (1988) i Scooby-Doo i l'Escola de Fantasmes (1988). A més, Scooby-Doo i Shaggy van aparèixer com a narradors a la pel·lícula per a televisió, Nits d'Aràbia, transmesa originalment per TBS el 1994 i després venuda en vídeo com a Scooby-Doo en Nits d'Aràbia.
El 1998, Warner Bros. Animation i Hanna-Barbera -en aquell moment una subsidiària de Warner Bros-, van començar a produir pel·lícules per a vídeo de Scooby-Doo per any. Aquestes pel·lícules eren protagonitzades per versions dels personatges semblants a les de Scooby-Doo, on ets?, encara que el nebot de Scooby-Doo no va ser-hi inclòs. Les pel·lícules inclouen Scooby-Doo a l'illa dels zombies (1998), Scooby-Doo i el Fantasma de la Bruixa (1999), Scooby-Doo i els Invasores de l'espai (2000) i Scooby-Doo i la Persecució Cibernètica (2001).
L'èxit de les pel·lícules va permetre a Scooby-Doo tornar als dissabtes al matí amb Què hi ha de nou, Scooby-Doo?, i les pel·lícules posteriors van estar basades més en aquesta sèrie. Les següents pel·lícules van ser Scooby-Doo i la Llegenda del Vampir (2003), Scooby-Doo i el Monstre de Mèxic (2003), Scooby-Doo i el Monstre del Llac Ness (2004), Aloha, Scooby-Doo! (2005), Scooby Doo i la Maledicció de Cleopatra (2005) i Scooby Doo: Pirates a Babor (2006).
Moltes de les pel·lícules de Scooby-Doo enfronten éssers sobrenaturals reals. En Scooby-Doo i l'Escola de Fantasmes (1988), Shaggy, Scooby i Scrappy accepten un treball com a professors de gimnàstica a l'escola per a nenes de Miss Grimwood, la qual és una escola d'éssers sobrenaturals, el trio acaba impartint classes a les filles de Frankenstein, Dràcula, l'Home llop, la Mòmia i un fantasma. A Scooby-Doo i la Cursa dels Monstres Shaggy és convertit en un home llop per a competir en una cursa d'automòbils davant altres monstres.
Les pel·lícules posteriors basades en Què hi ha de nou Scooby-Doo? van tornar a la fórmula original i són, bàsicament, episodis més llargs de la sèrie.

### Pel·lícules de Warner Bros
Warner Bros va produir el 2002 una pel·lícula de Scooby-Doo amb actors reals.
El repartiment va incloure:
- Freddie Prinze Jr. (Fred),
- Sarah Michelle Gellar (Daphne),
- Matthew Lillard (Shaggy),
- Linda Cardellini (Vilma) i,
- Scooby-Doo, que va ser creat per animació computaritzada.

Scooby-Doo: La Pel·lícula va ser tot un èxit; tingué guanys de prop de 130 milions de dòlars.
Ambdues pel·lícules van utilitzar la popular fórmula de Scooby-Doo, a més de parodiar-la en algunes ocasions. Mentre que la primera pel·lícula té vilans originals -exceptuant el veritable vilà mostrat al final d'aquesta-, la segona mostra diversos vilans de la sèrie de televisió, com el cavaller negre, el fantasma d'electricitat, el fantasma de Pterodàctil i el miner fantasma.